# Simon II de Châteauvillain
Simon II de Châteauvillain, né vers 1245 et mort le 28 juin 1306, est seigneur de Châteauvillain, Arc-en-Barrois, Baye et Pleurs à la fin du XIIIe siècle et au début du XIVe siècle. Il est le fils aîné de Jean Ier de Châteauvillain, dit l'Aveugle et de son épouse Jeanne de Milly, dame de Pleurs. Par son arrière-grand-mère paternelle, il est d'origine capétienne.
Il devient seigneur de Châteauvillain lorsque son père renonce à ses titres en sa faveur à cause de son grand âge et de ses handicapes.

## Biographie
Son mariage avec Marie de Dampierre vers 1285, issue d'une branche cadette de la famille champenoise de Dampierre mais qui obtient le riche comté de Flandre, démontre la renommée de la famille de Châteauvillain.
En 1285, il s'unit avec Guillaume, prieur de Mormant, pour fonder un village à Leffonds, alors peu peuplé, et ils réalisent tous deux une charte en mai 1285, très libérale, qui affranchit ses habitants et tous ceux qui viendraient s’établir dans ce village.
En 1287, il devient seigneur de Châteauvillain et d'Arc après que son père Jean Ier, dit l'Aveugle renonce à ses titres au profit de son fils aîné, sans doute à cause de son grand âge et des blessures qu'il aurait pu recevoir pendant la septième croisade.
En 1303, il est pressé par le roi Philippe le Bel de le rejoindre à Arras pour combattre la révolte flamande.
En 1297, Marie de Dampierre meurt et est inhumée dans l'église des chanoines de Chateauvillain. Simon de Châteauvillain meurt à son tour le 28 juin 1306 alors que son père est encore vivant.

## Mariage et enfants

Blason des comtes de Flandre.

En 1285, il épouse Marie de Dampierre, veuve de Guillaume de Juliers, dit l'ancien, fille de Gui de Dampierre, comte de Flandre, et de sa première épouse Mahaut de Béthune, avec qui il a au moins cinq enfants, :
- Jean II de Châteauvillain, qui succède à son père comme seigneur de Châteauvillain.
- Gui de Châteauvillain, qui fait une carrière ecclésiastique.
- Simon de Châteauvillain, chanoine à Langres puis évêque de Langres de 1328 jusqu'à sa mort en 1335.
- Robert de Châteauvillain, qui fait une carrière ecclésiastique.
- Hugues de Châteauvillain, qui devient seigneur de Pleurs et de Baye. Tige d'un branche cadette de la famille de Châteauvillain.
- probablement Marguerite de Châteauvillain, septième abbesse d'Argensolles jusqu'à sa mort en 1351.